# Wildbach (Steinach)
Der Wildbach, am Oberlauf auch Neuseebach genannt,  ist der knapp sechs Kilometer lange rechte und nördliche Quellbach der Steinach in unterfränkischen Landkreis Schweinfurt. Er wird oft auch als Zufluss der Steinach angesehen.

## Verlauf
Der Wildbach entsteht im Hesselbacher Waldland, das auch Schweinfurter Rhön genannt wird, aus drei Quellen. Die Quelle des längsten Quellbaches entspringt auf einer Höhe  von 360 m ü. NHN in der Flur Hofstrich südöstlich des  Schonungener Ortsteils Löffelsterz  unweit der Kreisstraße SW 4.
Dieser Quellarm fließt zunächst in östlicher Richtung, unterquert dann die SW 4 und läuft am Nordrand des Heimchen Waldes entlang. Bei der Flur Geigerswiesen vereinigt er sich mit einem zweiten Quellbach, welcher aus zwei Quellen entstand. Eine dieser Quelle davon  liegt in der Gemarkung Humprechtshausen auf dem Gebiet der Gemeinde Riedbach im Landkreis Haßberge.
Der vereinigte Bach läuft nun in östlicher Richtung am Südrand eines Waldes durch die Felder und Wiesen der Flur Geigerswiesen und speist dann den kleinen Neusee. Der Wildbach zieht danach südsüdostwärts durch die bewaldete Flur Birkenschlag und bildet gut einen halben Kilometer später einen  zweiten kleinen Weiher.
Er fließt nun etwa 700 m nördlich des Dorfes Abersfeld westsüdwestwärts durch die Wiesen und Äcker des Speichergrundes, kreuzt dann die Kreisstraße SW 4 und wird danach auf seiner rechten Seite von einem namenlosen Wald- und Wisenbächlein gestärkt. Etwas bachabwärts betritt er die Waldflur Laubschlag und bildet dort eine Reihe von kleinen Fischweihern .
Beim bewaldeten Winterhang des Burgberges (357 m ü. NHN) verschwindet er in den Untergrund, taucht dann gut einen Kilometer später am Ostrand des Schonungener Ortsteils Marktsteinach wieder an der Oberfläche auf und vereinigt sich gleich darauf in der Flur Grundwiesen auf einer Höhe von 261 m ü. NHN mit dem aus dem Südosten heranziehenden Abersfelder Mühlbach zur Steinach.